# Ассоциация обучения национальной обороне
Ассоциация обучения национальной обороне (фин. Maanpuolustuskoulutusyhdistys, MPK, швед. Försvarsutbildningsföreningen) — финская публично-правовая ассоциация, действующая как национальная координирующая организация в области курсов по национальной обороне в Финляндии. Ассоциация была основана 14 декабря 1993 года и действовала как частноправовая зарегистрированная ассоциация под именем Ассоциация оборонного обучения (фин. Maanpuolustuskoulutus ry) до конца 2007 года. С вступлением в силу закона о добровольной обороне (556/2007) 1 января 2008 года организация получила статус публично-правовой и стала именоваться Ассоциацией обучения национальной обороне.

## Организация
Деятельностью ассоциации руководит исполнительный директор при поддержке сотрудников центрального офиса. Региональные округа национальной обороны — Южная Финляндия ,Хяме, Собственно Финляндия, Остроботния, Юго-Восточная Финляндия, Саво-Карелия и Северная Финляндия Округами национальной обороны руководят начальники округов при поддержке персонала округа, в который входят, среди прочего, секретари по обучению, руководители учебных программ и начальники по вопросам готовности

### Директоры и Председатели
| Исполнительный директор                 | Годы      |
| --------------------------------------- | --------- |
| Антти Лехтисало (Antti Lehtisalo)       | 2021-н.в  |
| Пертти Лаатикайнен (Pertti Laatikainen) | 2015-2021 |
| Пекка Туунанен (Pekka Tuunanen)         | 2009-2014 |
| Пекка Маюри (Pekka Majuri)              | 2003-2009 |
| Председатели                            | Годы      |
| Юха Паркконен (Juha Parkkonen)          | 2024-н.в  |
| Мика Ханнула (Mika Hannula)             | 2020-2023 |
| Тапио Пелтомяки (Tapio Peltomäki)       | 2016-2019 |
| Юха Коркеаоя (Juha Korkeaoja)           | 2012-2018 |
| Харри Кайнулайнен (Harri Kainulainen)   | ?-2012    |

## Учебная деятельность и Задачи

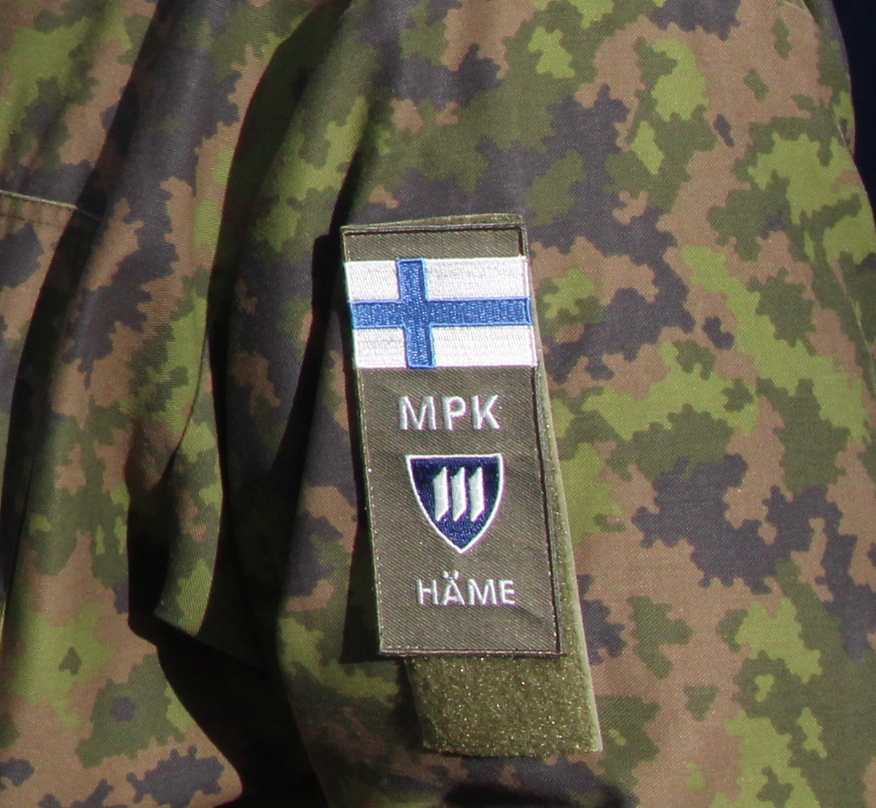
Нарукавный шеврон Ассоциации

Ассоциация проводит по всей Финляндии широкий спектр курсов. Учебная деятельность делится на три направления:
- обучение, способствующее развитию военной подготовки.
- ознакомительная деятельность.
- обучение по вопросам готовности и безопасности, предназначенное для всех граждан Финляндии.

Курсы Ассоциации обучения национальной обороне подразделяются на базовые, продолженные и специализированные уровни.
В качестве инструкторов на курсах выступают добровольные преподаватели. Ассоциация располагает примерно 3000 добровольцами, заключившими письменное обязательство, большинство из которых исполняют функции инструкторов. Организация самостоятельно обучает добровольцев для выполнения их задач в сотрудничестве с организациями-членами и Силами обороны Финляндии.
К задачам Ассоциации относятся:
- обучения, направленного на развитие военных навыков.
- ознакомительных мероприятий.
- международного обучения в военной подготовке.
- информационной и просветительской деятельности, касающейся добровольной обороны.
- развитие возможностей женщин участвовать в добровольной обороне, включая организацию связанного с этим обучения, направленного на развитие военных навыков, и ознакомительных мероприятий.
- координация и поддержка оборонного обучения, проводимого организациями-членами.
- развитие возможностей молодежи знакомиться с вопросами национальной обороны через ознакомительные мероприятия.

Помимо вышеуказанных задач, Ассоиация также организует обучение в сфере гражданской обороны, готовности к чрезвычайным ситуациям, управления и подготовки инструкторов, а также вносит предложения и действует в интересах национальной обороны.
Обучение проводится на местах в рамках семи региональных оборонных округов (фин. Maanpuolustuspiiri), а также на национальном уровне в округах воздушной обороны (фин. Ilmapuolustuspiiri) и Морской обороны (фин. Meripuolustuspiiri), и в зонах деятельности их учебных центров.